# Bodman-Ludwigshafen
Bodman-Ludwigshafen este o comună din landul Baden-Württemberg, Germania, care s-a format prin unirea comunelor „Bodman” și „Ludwigshafen am Bodensee”.

## Orașe înfrățite
- Mügeln, Germania din  2000

1. ↑   http://www.statistik.baden-wuerttemberg.de/BevoelkGebiet/Bevoelkerung/01515020.tab?R=GS335098 Lipsește sau este vid: |title= (ajutor)